# Dactylopusia crassicornis
Dactylopusia crassicornis is een eenoogkreeftjessoort uit de familie van de Dactylopusiidae. De wetenschappelijke naam van de soort is voor het eerst geldig gepubliceerd in 1910 door Brady.